# Học xã Cửu Tam
Học xã Cửu Tam (tiếng Trung: 九三学社, tức Cửu Tam học xã) là một trong những đảng phái dân chủ của Cộng hoà nhân dân Trung Hoa. Sở dĩ gọi tên Học xã Cửu Tam là để kỷ niệm ngày Nhật Bản đầu hàng Đồng Minh vào ngày 3 tháng 9 năm 1945 trong Chiến tranh thế giới thứ hai, cũng là ngày kết thúc chiến tranh Trung-Nhật. Tôn chỉ chủ yếu của đảng là dân giàu nước mạnh, phục vụ lợi ích quốc gia. Thành viên chủ yếu của Học xã Cửu Tam là tầng lớp trí thức trung cấp và cấp cao trong các lĩnh vực khoa học, kỹ thuật, văn hóa, giáo dục và y tế.

## Lịch sử
Tiền thân của Học xã Cửu Tam là Hội toạ đàm khoa học dân chủ được thành lập tại Trùng Khánh trong thời kỳ chiến tranh Trung-Nhật. Sau khi chiến tranh kháng Nhật của Trung Quốc kết thúc thắng lợi, để kỷ niệm ngày Nhật Bản đầu hàng (ngày 3 tháng 9), Hội toạ đàm khoa học dân chủ quyết định đổi tên là Học xã Cửu Tam, đến ngày 4 tháng 5 năm 1946 chính thức thành lập. Tháng 1 năm 1949, Học xã Cửu Tam ra tuyên ngôn ủng hộ triệu tập Hội nghị hiệp thương chính trị, đến tháng 9 năm 1949 phái đại biểu tham gia Hội nghị toàn thể khoá 1 Hội nghị Hiệp thương Chính trị Nhân dân Trung Quốc, tham gia soạn thảo Cộng đồng cương lĩnh và thảo luận biểu quyết thành lập Chính phủ nhân dân trung ương và nhà nước Cộng hoà nhân dân Trung Hoa. Cương lĩnh cộng đồng của Hội nghị Hiệp thương chính trị nhân dân Trung Quốc trở thành cương lĩnh chính trị của Học xã Cửu Tam.

## Học xã Cửu Tam ngày nay
Hiện nay Học xã Cửu Tam là một trong 8 chính đảng tham chính tại Trung Quốc. Đến năm 2007, Học xã Cửu Tam đã có tổ chức tại 30 tỉnh, khu tự trị và thành phố trực thuộc trung ương; số lượng xã viên của Học xã khoảng 88000 người, trong đó có 60% giữ các chức vụ cao cấp. Về phương diện tham chính, Học xã Cửu Tam có 104 uỷ viên Chính hiệp toàn quốc, 70 đại biểu trong Đại hội đại biểu nhân dân toàn quốc, 19 người giữ chức phó chủ tịch Chính hiệp cấp tỉnh, 4 người giữ chức phó chủ tịch Ủy ban thường vụ Đại hội đại biểu nhân dân toàn quốc cấp tỉnh, 4 người trong chính phủ giữ chức phó tỉnh trưởng hoặc phó thị trưởng.
Về mặt nghiên cứu khoa học, Học xã Cửu Tam có 150 người là viện sĩ Viện khoa học Trung Quốc và viện sĩ Viện công trình Trung Quốc. Nhiều xã viên học xã như Vương Cam Xương, Đặng Giá Tiên, Triệu Cửu Chương, Trần Phương Doãn, Trình Khai Giáp đã được tặng thưởng Huân chương Lao động về khoa học - kỹ thuật; Vương Tuyển, Hoàng Côn Vinh được nhận giải thưởng khoa học - kỹ thuật quốc gia năm 2001.

## Chủ tịch
- Hứa Đức Hành (1946 – 1987)
- Chu Bồi Nguyên (1987 – 1992)
- Ngô Giai Bình (1992 – 2002)
- Hàn Khởi Đức (2002 – 2017)
- Vũ Duy Hoa (2017 – nay)